# Acianthera welsiae-windischiae
Acianthera welsiae-windischiae é  uma espécie de orquídea (Orchidaceae) originária da Bahia, no Brasil, antigamente subordinada ao gênero Pleurothallis. São plantas epífitas robustas, de tamanho médio a grande, com caule secundário mais largo no ápice que na base, triangular no ápice, espesso, com folhas espessas, estreitas e acuminadas, côncavas, pendentes do caule, verdes escuro acinzentado, com inflorescências curtas apoiadas sobre as folhas, com até dez flores que não se abrem muito e têm as extremidades acuminadas.

## Publicação e sinônimos
- Acianthera welsiae-windischiae (Pabst) Pridgeon & M.W.Chase, Lindleyana 16: 247 (2001).

Sinônimos homotípicos:
- Pleurothallis welsiae-windischiae Pabst, Bradea 2: 231 (1978).